# Möve (Schiff, 1877)
Die Möve ist ein ehemaliger Lastensegler, Güterschleppboot und späteres Arbeitsschiff auf dem Bodensee. Durch ihre ungewöhnlich lange Verwendung als Rammschiff blieb sie erhalten und ist heute vermutlich der letzte Vertreter dieser Art von Güterschiffen auf dem Bodensee sowie das älteste erhaltene Bodenseeschiff mit Stahlrumpf.

## Geschichte
Vor Inbetriebnahme der Bahnstrecken Stahringen–Friedrichshafen und Friedrichshafen–Lindau wurden zahlreiche Ortschaften am Nordufer des Bodensees durch Schiffe mit Gütern versorgt. Lange Zeit wurde dies mit Lädinen und Segmer bewerkstelligt. Mit Aufkommen der Dampfschifffahrt auf dem Bodensee wurden Güter mit den Dampfschiffen transportiert, was anfänglich zu heftigen Konflikten zwischen den Schifferzünften sorgte.
Mit steigendem Passagier- und Frachtaufkommen reichte die Kapazität der Dampfschiffe nicht mehr aus. Daher wurden ab Mitte des 19. Jahrhunderts Güterschleppboote mit Besegelung gebaut. Diese Lastensegler hatten einen eisernen Rumpf, konnten bei günstigen Windverhältnissen gesegelt werden und wurden ansonsten von den Kursschiffen geschleppt. Die Güterschleppboote sind damit die Nachfolger der Lädinen und waren bis in die Zeit des Ersten Weltkriegs gebräuchlich. Danach wurden sie durch die Eisenbahnlinien rund um den Bodensee und den aufkommenden LKW-Verkehr verdrängt.

Heckansicht der Möve

Die Möve wurde 1877 im Auftrag der Badischen Staatseisenbahnen als besegeltes Güterschleppboot gebaut und vom Heimathafen Konstanz aus für den Transport von Kohle und Getreide sowie von Baumwolle verwandt, die in den Konstanzer Unternehmen Stromeyer und der Macaire'schen Indigofärberei auf der Dominikanerinsel verarbeitet wurde. Erst 1919 wurde ein Dieselmotor eingebaut und die Besegelung entfernt. 1920 wurde das Schiff von der Deutschen Reichsbahn übernommen und als Arbeits- und Rammschiff eingesetzt. Als solches wurden zahlreiche Pfähle und Seezeichen zwischen 1920 und 2005 durch die Möve gesetzt. Hinzu kamen Einsätze zu Ausbesserungen, Erweiterungen und Modernisierungen an Landestellen und Häfen; einer der ersten großen Einsätze der Möve war 1922 die Elektrifizierung des Hafens Meersburg.
Nach 85 Dienstjahren als Arbeitsschiff wurde die damals 128-jährige Möve durch die Friedrichshafen ersetzt und im Hafen Konstanz stillgelegt. Ihr Wert als letzter Vertreter der badischen Güterschleppboote wurde 2006 gewürdigt, als die Möve unter Denkmalschutz gestellt wurde. Doch das verbrauchte Schiff war stets gefährdet; in den Rumpf einsickerndes Wasser musste ständig abgepumpt werden, damit das Schiff nicht sinkt. 2009 wurde der alte Lastensegler mit Hilfe eines Schwerlastkrans, der sich zur Installation einer neuen Fußgängerbrücke im Hafengebiet befand, aus dem Wasser gehoben und an Land aufgedockt. Neben wichtigen Konservierungsmaßnahmen und Zustandsuntersuchungen wurden in der Folge wieder ein Segelmast installiert und das Schiff in der Hafenstraße ausgestellt. Verschiedene Konzepte hatten außer der Verwendung als Schaustück auch die Gewinnung von Investoren für eine schwimmende Nutzung zum Ziel. Seit Juni 2013 gibt es einen privaten Förderverein, der sich dem Erhalt des Schiffs verschrieben hat.